# Тудор Владимиреску
Тудор Владимиреску (Tudor Vladimirescu) е влашки революционер и национален герой на Румъния. Води влашкото въстание от 1821 г. и на пандурите в Румъния. Споменаван е и като Тудор от Владимири (Tudor din Vladimiri) също войводата Тудор (Domnul Tudor) и рядко като Тодор Владимир (Тодор Владимиров).

## Ранни години
Тудор се ражда във Владимири, дн. окръг Горж (в историческата област Олтения), в семейството на поземлени селяни (мазили). Обикновено за негова рождена дата се смята 1780 г., но все още тя е спорна. На 12 години той е пратен в Крайова като прислужник на болярина Йоан Глоговяну, където научава четмо, писмо и гръцки език. Впоследствие наследява болярските имоти и става вътаф (водач на местните военни образувания) на Клошани. Опитът на Тудор като прислужник го запознава с обичаите, обноските и поведението на благородниците, което му позволява да не противопостави интересите на болярите и селяните в началото на въстанието срещу фанариотите. Смята се, че пламенните му речи срещу „гърците“ (новозабогатялите чужденци) и „болярите предатели“ (тези боляри, които не подкрепят идеите му) са мотивирани и от желанието му да не се прикачи към средите на местните земевладелци. Въпреки че е водач на селското движение, той прави всичко възможно да не се спречква с богаташите и жестоко наказва всяко нападение на имущество.
Тудор се включва в руската армия по време на Руско-турската война от 1806 – 1812 г. За заслугите си той е произведен в поручик и награден с Орден на Свети Владимир, III степен и имунитет във Влашко и Османската империя. Това ръководи решенията му по време на въстанието, тъй като смята, че Русия му помага. След войната се завръща в Олтения. През 1814 г. пътува за Виена заради иск за собствеността на съпругата на Глоговяну. Пътуването му съвпада с Виенския конгрес, от чиито решения се смята, че той силно се ръководи.
В периода 1812 – 1821 г. той постепенно си създава кръг от последователи. Пандурите го уважават заради бойните му умения, в много източници се споменават неговите харизма и способност за преговори. Подтикнат е и от резултата на Първото и Второто сръбско въстание.

## Цитати
(В Падешката прокламация):
| „ | Няма закон на света, който да попречи на човек да срещне зло със зло. | “ |

(Към болярина Николае Въкъреску):
| „ | Види ми се, че твоят господар смята народа, чиято кръв храни и осигурява благоденствието на цялата болярска класа, за нищо, и за това ти твърдиш, че изедниците са родината... Но как може господарят ти да си мисли, че не народът, ами групичката изедници, са родината? | “ |

(Към Високата порта):
| „ | [Власите въстанаха заради] тегобите, причинени от съюза между местните боляри и тези, дето са пратени да управляват и да раздават правосъдие над този народ. | “ |

(В отговор на въпроса на Александър Ипсиланти дали след освобождение ще стане влашки владетел):
| „ | [Действам] по правото, дадено ми като оръжие. | “ |